# Attimis
Attimis (friuli nyelven: Atimis, szlovénül: Ahten) település Olaszországban, Friuli-Venezia Giulia régióban, Udine megyében. Lakosainak száma 1644 fő (2023. január 1.). Attimis Nimis, Taipana, Faedis és Povoletto községekkel határos.

## Népesség
A település népességének változása:
| Lakosok száma | 1903 | 1759 | 1744 | 1644 |
|               | 2008 | 2017 | 2018 | 2023 |